# Sergei Semjonowitsch Birjusow

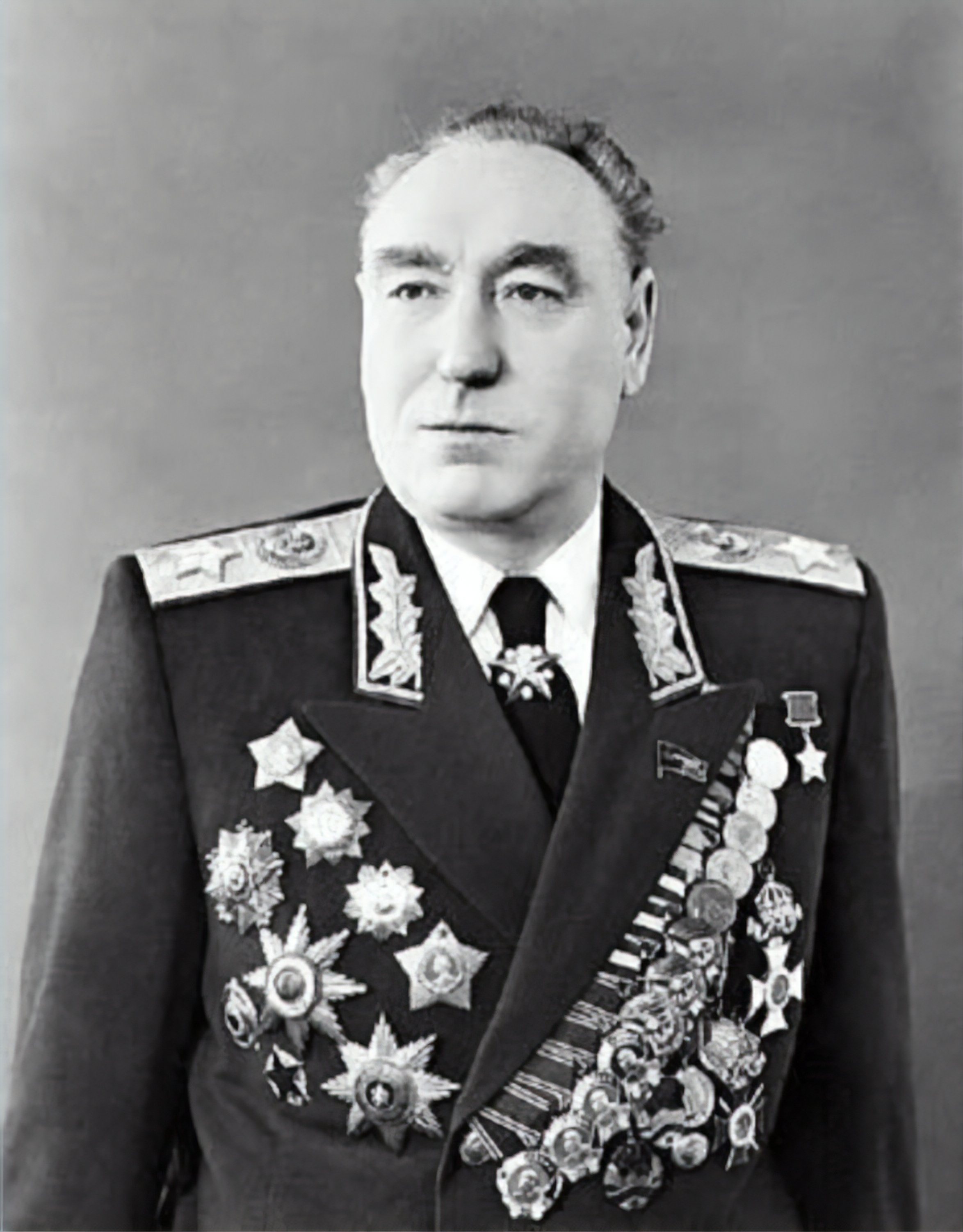
Sergei Birjusow

Sergei Semjonowitsch Birjusow (russisch Сергей Семёнович Бирюзов; * 8. Augustjul. / 21. August 1904greg. in Skopin, Gouvernement Rjasan, Russisches Kaiserreich, heute Oblast Rjasan, Russland; † 19. Oktober 1964 nahe Belgrad) war ein sowjetischer Militär, zuletzt im Rang eines Marschall der Sowjetunion (1955), unter anderem Oberbefehlshaber der Luftverteidigung (ab 1955), Oberbefehlshaber der Strategischen Raketentruppen (ab 24. April 1962) und Erster Stellvertretender Verteidigungsminister der UdSSR und Chef des Generalstabs (ab März 1963).

## Leben

### Ausbildung und Vorkriegslaufbahn
Nach dem Schulabschluss 1917 trat er 1922 in die Rote Armee ein und schloss 1926 die Moskauer Militärschule ab. Unmittelbar darauf folgend begann er seine Armeelaufbahn, zunächst als Zugführer, dann als Kompaniechef (1929) und als Stabschef eines Lehrbataillons (1930). Im Jahr 1932 wurde er zum Bataillonskommandeur befördert, 1937 erreichte er einen Abschluss an der Militärakademie. Nach Stationen als Stabschef einer Schützendivision (Oktober 1937) und als Abteilungsleiter im Stab des Charkower Militärbezirkes (April 1938) wurde er im August 1939 zum Kommandeur der 132. Schützendivision ernannt. Im Juni 1940 erhielt er den Rang eines Generalmajors.

### Zweiter Weltkrieg
Zu Kriegsbeginn 1941 kommandierte Birjusow die 132. Schützendivision im Bereich des Militärbezirks Kiew. Am 22. Juni 1941 war die Division zwischen Mirgorod und Krasnograd stationiert und wurden über den Bahnhof Tshausy und Poltawa zur Westfront verlegt. Ab 13. Juli 1941 kämpfte sie zusammen mit der 137. Schützen-Division am Fluss Sosch gegen Guderians Panzergruppe und erlitt beim Rückzug auf Gomel erhebliche Verluste. Anfang August führte Birjusow mit seinen Truppen im Verband des 45. Schützenkorps erfolglose Gegenangriffe im Raum Roslawl durch und war dabei der neu formierten 13. Armee unterstellt, die auf Trubtschewsk zurückgedrängt wurde. Ende September 1941 versuchte die erneut eingekreiste Division nach Südosten auf Sewsk auszubrechen. Die Überreste der Division nahmen dann Anfang Dezember 1941 an der Gegenoffensive der sowjetischen Truppen im Raum Jeletz teil.
Im April 1942 wurde Birjusow Chef des Stabes der 48. Armee und im November 1942 Chef des Stabes der 2. Garde-Armee, mit der er an der Schlacht von Stalingrad teilnahm. Im Juli 1943 wurde er Chef des Stabes der Südfront, die später in 4. Ukrainische Front umbenannt wurde, und wurde im August 1943 zum Generalleutnant befördert. Ab Mai 1944 wurde er unter Beförderung zum Generaloberst Chef des Stabes der 3. Ukrainischen Front. Nach der Teilnahme an der Operation Jassy-Kischinew erhielt er im Oktober 1944 das Kommando über die 37. Armee, welche als sowjetische Besatzungsmacht in Bulgarien verblieb.

### Nachkriegszeit

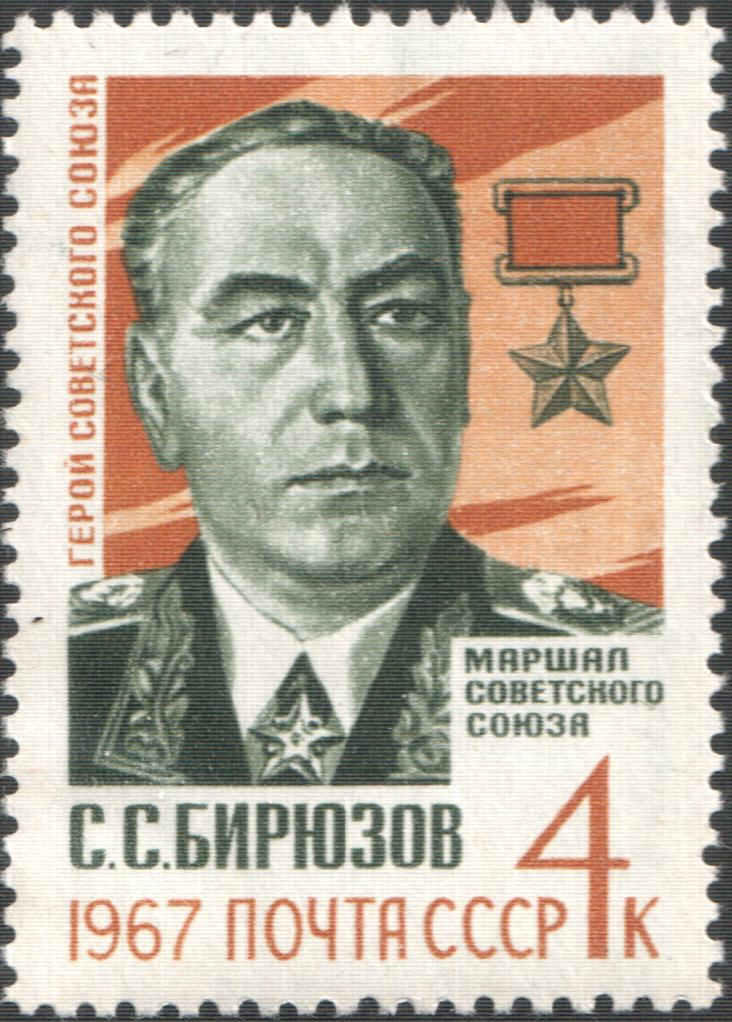
Birjusows Konterfei auf einer sowjetischen Briefmarke

Ab dem Juni war Birjusow Stellvertreter des Oberkommandierenden der Südgruppe der Streitkräfte und Kommandeur der 10. mechanisierten Armee, zudem war er seit Januar 1945 Kommandeur der sowjetischen Besatzungstruppen und Stellvertretender Vorsitzender der Alliierten Kontrollgruppe in Bulgarien. Im Juni 1947 diente er als Oberbefehlshaber des Primorje-Militärbezirks und ab Mai 1953 als Oberkommandierender der Zentralgruppe der Streitkräfte.
Ab Juni 1954 war er zunächst Erster Stellvertretender Oberbefehlshaber der Luftverteidigung, im April 1955 wurde er selbst Oberbefehlshaber der Luftverteidigung und Stellvertretender Verteidigungsminister der UdSSR, sein Hauptquartier wurde dabei in Sarja bei Balaschicha eingerichtet. Seine militärische Laufbahn wurde am 11. März 1955 mit der Ernennung zum Marschall der Sowjetunion gewürdigt.
Am 24. April 1962 wurde Birjusow zum Oberbefehlshaber der Strategischen Raketentruppen ernannt, im März 1963 folgte er Marschall Sacharow als Chef des Generalstabs und Erster Stellvertretender Verteidigungsminister. Am 19. Oktober 1964 kam er bei einem Flugzeugabsturz am Berg Avala bei Belgrad ums Leben.

### Parteilaufbahn
Seit 1926 Mitglied der KPdSU, wurde Birjusow 1946 und 1954 als Abgeordneter des Obersten Sowjets der Sowjetunion gewählt. 1951 wurde er zudem als Abgeordneter in den Obersten Sowjet der RSFSR entsandt. 1961 wurde er zum Vollmitglied des Zentralkomitees der KPdSU gewählt.

## Auszeichnungen
Nach dem Tod Birjusows wurde seine Urne an der Kremlmauer in Moskau beigesetzt. Im Laufe seiner Dienstzeit erhielt Birjusow zahlreiche Orden und Auszeichnungen, u. a. als Held der Sowjetunion und Orden des Volkshelden von Jugoslawien, fünf Leninorden, 3 Rotbannerorden, Suworoworden I. und II. Klasse, Kutusoworden I. Klasse, Bogdan-Chmelnizki-Orden I. Klasse und weitere sowjetische und ausländische Ehrenzeichen.